# Chiesa di Nostra Signora della Mercede (Caracas)
La chiesa di Nostra Signora della Mercede è un tempio cattolico del Distretto Capitale di Caracas, nel Venezuela, nella parrocchia Altagracia del comune di Libertador.

## Storia
La sua costruzione ebbe inizio nel 1614, quando un gruppo di mulatti si riunì per costruire su un terreno un eremo in legno, ma nel 1641 questo fu distrutto da un terremoto; ricostruito, l'eremo fu nuovamente danneggiato da un terremoto nel 1766. Dopo le riparazioni del caso, l'eremo fu nuovamente distrutto dal terremoto del 1812. Fino al 1825 era funzionante un cimitero nella parte posteriore della chiesa, che però quell'anno fu chiuso. Nel 1857 iniziò la ricostruzione della chiesa a base rettangolare, con tre navate e rispettivi ingressi, in stile neoclassico. La facciata si sviluppa su due piani, con due ingressi laterali sormontati da cupole e quello centrale da un timpano. Nel 1884 l'interno della chiesa fu restaurato dal pittore Emilio Mauri. Nel 1900 la struttura fu lievemente danneggiata da un nuovo sisma. A est della chiesa il governo del generale Antonio Guzmán Blanco fece costruire una piazza (allora Piazza Falcón, oggi Piazza della Mercede) sulla quale si ergono le statue dell'ingegner Agustín Aveledo e del maresciallo Juan Crisóstomo Falcón.
Il 2 agosto 1960 la chiesa è stata dichiarata Monumento Storico Nazionale.